# Saint-Méard-de-Gurçon
Saint-Méard-de-Gurçon é uma comuna francesa na região administrativa da Nova Aquitânia, no departamento Dordonha. Estende-se por uma área de 28,88 km². Em 2010 a comuna tinha 832 habitantes (densidade: 28,8 hab./km²).